# GOT PTT „Ku Wierchom”

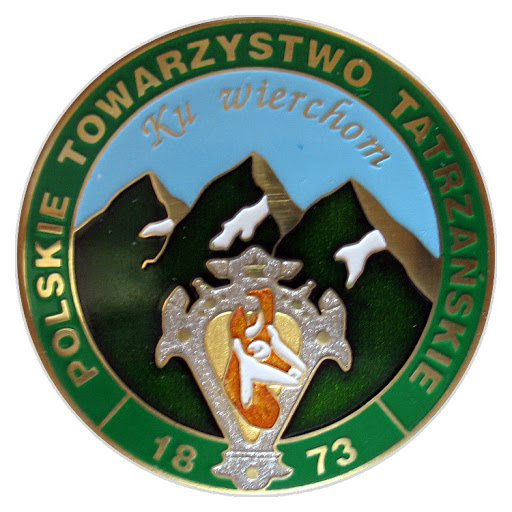
GOT PTT „Ku Wierchom”

Górska Odznaka Turystyczna PTT „Ku Wierchom” (skrótowo: GOT PTT „Ku Wierchom”) – polska odznaka turystyczna ustanowiona w 2005 r. w Krakowie przez ZG Polskiego Towarzystwa Tatrzańskiego. Według oficjalnego Regulaminu odznaki, jej celem jest „zachęcenie dzieci do poznawania polskich gór, uprawiania turystyki i krajoznawstwa oraz zdobywania odznak turystyki kwalifikowanej” oraz „informacja o istnieniu i działalności PTT”. Nadzór nad odznaką oraz regulaminem sprawuje Komisja GOT ZG PTT.
GOT PTT „Ku Wierchom” jest jednostopniowa, a zdobywać ją mogą wszyscy chętni turyści w wieku do lat 14 w czasie różnego rodzaju wycieczek (rodzinnych, szkolnych etc.). Warunkiem zdobycia odznaki jest spędzenie 12 godzin na szlakach górskich, podawanych według map i przewodników. Do przyznawania GOT PTT „Ku Wierchom” uprawnieni są Oddziałowe Komisje GOT PTT oraz przewodnicy GOT PTT.